# ژنویو مورل
ژنویو مورل (انگلیسی: Geneviève Morel؛ ۱۹ مارس ۱۹۱۶ – ۳۰ اوت ۱۹۸۹) بازیگر اهل فرانسه بود.
از فیلم‌ها یا برنامه‌های تلویزیونی که وی در آن نقش داشته‌است می‌توان به سه تفنگدار، منون، بدون گذاشتن نشانی، آقای ونسان، عدالت اجرا شد، کودک مونت کارلو، فرشتگان گناه و دکتر کئوک اشاره کرد.